# Musée des rois Bamoun
 (mars 2024).
La mise en forme du texte ne suit pas les recommandations de Wikipédia : il faut le « wikifier ».
Les points d'amélioration suivants sont les cas les plus fréquents. Le détail des points à revoir est peut-être précisé sur la page de discussion.
- Les titres sont pré-formatés par le logiciel. Ils ne sont ni en capitales, ni en gras.
- Le texte ne doit pas être écrit en capitales (les noms de famille non plus), ni en gras, ni en italique, ni en « petit »…
- Le gras n'est utilisé que pour surligner le titre de l'article dans l'introduction, une seule fois.
- L'italique est rarement utilisé : mots en langue étrangère, titres d'œuvres, noms de bateaux, etc.
- Les citations ne sont pas en italique mais en corps de texte normal. Elles sont entourées par des guillemets français : « et ».
- Les listes à puces sont à éviter, des paragraphes rédigés étant largement préférés. Les tableaux sont à réserver à la présentation de données structurées (résultats, etc.).
- Les appels de note de bas de page (petits chiffres en exposant, introduits par l'outil «  Source ») sont à placer entre la fin de phrase et le point final[comme ça].
- Les liens internes (vers d'autres articles de Wikipédia) sont à choisir avec parcimonie. Créez des liens vers des articles approfondissant le sujet. Les termes génériques sans rapport avec le sujet sont à éviter, ainsi que les répétitions de liens vers un même terme.
- Les liens externes sont à placer uniquement dans une section « Liens externes », à la fin de l'article. Ces liens sont à choisir avec parcimonie suivant les règles définies. Si un lien sert de source à l'article, son insertion dans le texte est à faire par les notes de bas de page.
- La présentation des références doit suivre les conventions bibliographiques. Il est recommandé d'utiliser les modèles {{Ouvrage}}, {{Chapitre}}, {{Article}}, {{Lien web}} et/ou {{Bibliographie}}. Le mode d'édition visuel peut mettre en forme automatiquement les références.
- Insérer une infobox (cadre d'informations à droite) n'est pas obligatoire pour parachever la mise en page.

Pour une aide détaillée, merci de consulter Aide:Wikification.
Si vous pensez que ces points ont été résolus, vous pouvez retirer ce bandeau et améliorer la mise en forme d'un autre article.
Le musée des rois Bamoun, fondé en 1920 et inauguré le 13 avril 2024 à Foumban, dans la région de l'Ouest du Cameroun, est un musée d'art et d'histoire. Il se consacre à l'exposition et à la conservation des objets d'art et d'histoire du royaume Bamoun. Une fédération d'ethnies qui existe depuis plus de six siècles. Le musée se trouve à proximité du palais des sultans Bamouns, la résidence du sultan des Bamouns, et se distingue par son architecture originale et symbolique.

## Histoire

### Débuts et projets
Le musée des rois Bamoun retrace l'histoire du peuple bamoun, l'un des royaumes le plus vieux d'Afrique noire. Les historiens situent la création du musée dans les années 1920. Il regorge des trésors culturels qui témoignent non seulement de la grandeur passée des rois Bamoun mais aussi de l'évolution de leur société à travers les âges. Les objets exposés reflètent la maîtrise artisanale et l'esthétique raffinée qui caractérisent l'art traditionnel bamoun. Ce peuple est entré dans l'ère moderne grâce au sultan Njoya Ibrahim de 1889-1933 avec son projet de construction du palais royal actuel et de création des écritures bamoun.
Le musée est le fruit d'un projet initié par le 19ᵉ roi des Bamouns, le sultan Ibrahim Mbombo Njoya, qui succède à son père Seidou Njimoluh Njoya en 1992. Ce sultan, soucieux de magnifier son passage au trône tout en le marquant au panthéon de l'histoire, lance la construction d'une mégastructure spectaculaire, qui remplacera l'ancien musée nommé Nda ngu qui veut dire maison du royaume et situé dans le palais royal. Le Nda Ngu est l'oeuvre 17ᵉ roi des Bamouns Ibrahim Njoya, grand réformateur, visionnaire et mécène des arts. Le musée est consacré à l'histoire du Royaume Bamoun, l'un des vieux de l’Afrique subsaharienne situé à Foumban, la capitale historique du royaume.

### Mission
Musée d'histoire, il remplit des missions de conservation, d'étude et de communication. On retrouve un ensemble d'activités muséales destinées au grand public, aux visiteurs des salles d'exposition et aux destinataires des actions éducatives ou culturelles notamment les lecteurs et chercheurs.

### Acquisition, mise en place et lancement
L'ancien musée renfermait plusieurs objets anciens, témoins de la richesse culturelle, sociale et historique du royaume Bamoun. Cependant, il est devenait trop exigu et insuffisant pour accueillir la production artistique du royaume, qui s'agrandit au fil du temps. De plus, une grande réserve d'objets du palais reste toujours loin des regards du public et est menacée de détérioration. Le nouveau musée, dont la construction débute en 2020, vise à résoudre ces problèmes et à offrir un espace d'exposition plus moderne, plus spacieux et plus adapté aux normes standards. Il a également pour objectif de promouvoir la culture camerounaise et de pérenniser les valeurs traditionnelles et coutumières du peuple Bamoun. 
Il connait son inauguration le 13 avril 2024 à Foumban lors d'un événement culturel appelé la capitale traditionnelle du royaume pour le Cameroun et tout l'Afrique. Il abrite une collection riche de plus de 12500 trésors historiques qui montre l'évolution du royaume bamoun pendant des siècles. Son inauguration est l'occasion d'une fête populaire, avec la mobilisation des personnes venues des dix régions de Cameroun pour assister aux différents festivals. Le roi et sultan Mouhamad Nabil Mforifoum Mboumbo Njoya déclare: « le musée est une façon pour nous d'être fiers de notre passé pour construire l'avenir et montrer que l'Afrique n'est pas importatrice de pensées ». Il ajoute également qu'on peut y trouver tout ce qui concerne la dynastie Bamoun de la première descendance jusqu'à la descendance actuelle.
Étaient présents pour cette cérémonie, les amateurs et des passionnés de la culture Bamoun, le roi Nabil Mboumbo Njoya (qui accède au trône en 2021 à la mort de son père Ibrahim Mbombo Njoya , 19e Roi Bamoun) et le ministre de la culture Bidoung Kpwatt, représentant personnel du chef de l'État à cette cérémonie. Primitivement situé dans le palais royal, Il s’établit dans un nouveau bâtiment sous le règne du roi Ibrahim Mbombo Njoya. Ces bâtiments reflètent un lieu de mémoire à la fois tangible et symbolique,.

## Administration

### Promoteur, tutelle et direction /gestion du musée
Le musé des rois bamoun comme la plupart des musées ethnographiques est rattaché au royaume d'appartenance. C'est un organe sacré du royaume Bamoun. Il est administré par le sultan qui se fait assister de Oumarou Nchare, directeur du musée.

### Financement
Le musée est financé par le sultan lui-même, avec le soutien de partenaires nationaux et internationaux, tels que l'UNESCO, l'Union européenne, la France, la Chine. La route des chefferies a été un acteur dans la création et la construction du nouveau musée, elle l'a accompagné dans la mobilisation des fonds auprès des bailleurs internationaux (MINEPAT – Banque Mondiale – AFD).

### Tourisme et fréquentation
L'ouverture du musée des rois Bamoun est un enjeu pour le tourisme culturel camerounais. Ce nouveau aspect patrimonial a pour but d'attirer de nombreux visiteurs venus du Cameroun et d'ailleurs pour découvrir la richesse de la culture Bamoun. Les visiteurs peuvent explorer ses trésors culturels et apprendre sur les rituels, les coutumes et les événements historiques qui ont façonné la vie des Bamoun au fil du temps. «Pour le Cameroun, un tel musée dédié à l'histoire d'un royaume est unique par son envergure, tout comme l'engouement autour de son inauguration », assure à l'AFP, Armand Kpoumié Nchare, docteur en géographie spécialisé en patrimoines culturels, et auteur de l'ouvrage le rituel Nguon chez les Bamoun du Cameroun. « C'est l'un des rares royaumes à avoir réussi à exister et rester authentique, malgré la présence des missionnaires, marchands et administrateurs coloniaux », affirme l'expert. La culture et l’art au fil du temps sont devenus des supports de développement, d'avenir  pour les pays et assurent un rayonnement des peuples sur le plan international. Dans le royaume Bamoun, la culture dans ses différentes manifestations ne cesse de focaliser les attentions. L’ancien musée des rois Bamoun avait vu le jour sous le règne du 17e roi Njoya et se trouve dans l’actuel palais royal.
Il regorge plusieurs objets d’arts d’origine diverse traduisant ainsi la diversité culturelle dudit peuple. Tous les jours depuis plus de cent ans, les touristes affluent dans la ville afin de visiter les six siècles glorieux d’histoire du peuple Bamoun. De même, la ville vit au rythme de la culture et des activités artistiques et artisanales. Son apport économique, touristique, et son rôle dans le transfert culturel, la conservation de la culture matérielle et immatérielle du Cameroun et en particulier du département du Noun est réel. Toutefois, cette fédération d’ethnies a encore une réserve d’objets non exposée dans le musée du palais actuel.

### Horaire de visite
Tous les jours de 08h00 à 18h00 et un droit d'entrée est demandé.

## Architecture et organisation de l'espace

### Architecture
Le musée des rois Bamoun se caractérise par une architecture à la fois symbolique et identitaire, qui reflète la vision lointaine et l'aspiration profonde des rois Bamoun à préserver la mémoire collective de leur peuple. Ce musée recouvre une superficie de 5000 m2. La forme architecturale rappelle les armoiries Bamouns, qui sont composées de trois éléments : le serpent a deux têtes, le gong à double cloche et une araignée. Le serpent à deux têtes symbolise la force; symbole obtenu suivant la victoire du peuple Bamouns sur une ennemi qui les attaquait simultanément sur deux fronts; le gong à double cloche symbolise la paix (dans le cas d'une cloche royale, celle ci servirait à annoncer la venue d'un nouveau roi) et l'araignée représente la sagesse. 
À L’intérieur, vous êtes embarqué dans 600 ans d'histoire d'un des plus anciens royaumes d’Afrique subsaharienne. Le musée est ainsi conçu comme un ensemble de trois bâtiments circulaires, reliés entre eux par des passerelles. L'architecture de ce musée allie à la fois du traditionnel et de la modernité. Le bâtiment principal, qui abrite l'espace d’exposition permanente, a la forme d'un gong à double cloche, dont les deux parties sont séparées par une coupole vitrée. Le deuxième bâtiment, qui accueille l'espace d'exposition internationale, a la forme d'un serpent enroulé sur lui-même, avec une tête qui s'élève vers le ciel. Le troisième bâtiment, qui contient la salle de spectacles, a la forme d'une araignée, avec huit pattes qui soutiennent une coque métallique. Le musée du royaume Bamoun est le fruit du travail fourni par une équipe d'architectes ayant à sa tête l'architecte Mbouombouo Issofa , originaire de Foumban. 
Le musée est construit avec des matériaux locaux, tels que la pierre, le bois et le bambou, et intègre des éléments de décoration inspirés de l'art Bamoun, tels que les sculptures, les masques et les tissus . La construction du musée a été lancée en 2013 par le sultan Ibrahim Mbombo Njoya afin de pallier le manque d'espace dans les salles du palais royal pour présenter les richesses du royaume. Le bâtiment est une reproduction fidèle des armoiries du royaume Bamoun. Avec une superficie impressionnante de 5 000 mètres carrés, il rend hommage à l'héritage royal en mettant en valeur les symboles emblématiques du royaume : une araignée à pattes velues entourée de deux cloches surmontant un serpent à deux têtes. Cette architecture unique crée une atmosphère magique dès l'entrée dans le musée.

### Organisation de l'espace
Le musée se compose de trois espaces principaux:
L'espace d'exposition permanente, situé dans le bâtiment principal, retrace l'histoire du royaume Bamoun, depuis sa fondation au 14e siècle jusqu'à nos jours, en passant par les grandes périodes de son évolution politique, sociale, économique, religieuse et culturelle. Il expose des objets variés, tels que des armes (bien qu'artisanales), des instruments de musique, des objets rituels, des costumes, des bijoux, des monnaies, des documents écrits, des photographies, des peintures, etc. Il met également en valeur les personnalités marquantes du royaume, notamment les rois et les reines, les chefs de guerre, les artistes, les princes et princesses, les savants, les religieux, etc.
L'espace d'exposition internationale, situé dans le deuxième bâtiment, accueille des expositions temporaires, consacrées à des thématiques variées, en lien avec l'art et la culture du Cameroun, de l’Afrique  et du monde. Il vise à favoriser les échanges culturels et le dialogue interculturel, ainsi qu'à sensibiliser le public à la diversité et à la richesse du patrimoine mondial.
La salle de spectacles, située dans le troisième bâtiment, offre un espace de diffusion et de création artistique, où sont organisés des concerts, des spectacles, des conférences, des ateliers, des projections, etc. Elle a une capacité de 300 places et est équipée d'un matériel sonore et visuel de pointe. Elle permet de valoriser les expressions artistiques contemporaines tout en respectant les traditions ancestrales du peuple Bamoun.

## Aspects techniques, équipements et services

### Aspects techniques
L'UNESCO est un support technique du musée. En 1985, elle a tenu une mission d'expertise dans le cadre de l'étude et de la réalisation de la mise en exposition des collections. Le projet de collaboration entre ce musée et le musée Rietberg en suisse a permis de développer des stratégies efficaces en vue de la restauration , de la documentation et de la manutention des collections.

### Equipement
- Wifi :  Non
- Sites web du musée :  Non
- Inventaire de la collection :  Oui
- Parking pour visiteurs :  Oui
- Hall de réception :  Oui
- Présence de guides et / ou conservateurs au musée :  Oui
- Galerie marchande pour achat d'ouvrages et souvenirs touristiques :  Oui (Possibilités d'achats d'œuvres) ;
- Espace restauration/toilettes pour visiteurs :  Oui
- Possibilité de prise de vue (photo des collections) :  non
- Atelier de maintenance / restauration des collections :  Oui

### Services
Le musée des rois Bamoun est un musée d'histoire qui renseigne sur les temps passé du royaume bamoun. C'est alors un lieu de recherche et d'éducation scientifique au sens de Jean Capart, conservateur en chef des musées royaux d'art de Bruxelles. 

## Collections
Le musée des rois Bamoun présente les objets d'art et d'histoire du royaume Bamoun (même si une petite partie se retrouve encore dans l’ancien musée), qui témoignent de la diversité culturelle et de la richesse historique de ce peuple. 

### Expositions permanentes
Aziz Mbohou chargé de la communication du palais royal nous explique comment ce musée a été rempli avec des objets de collection. « Chaque roi, lorsqu’il accède au trône, consigne tous les objets de son prédécesseur. Et évidemment, Laurent Joya est l’une des figures de proue du royaume Bamoun. En termes d’inventivité, vous voyez son mollet, le moulin à modo le maïs, les premiers manuscrits de l’écriture qu’il a inventée. Vous voyez ses ouvrages ». Le musée héberge près de 12.500 pièces. Il rend compte de la riche créativité multi-centenaire de ce peuple aussi bien artisanal  qu'artistique, du dessein bamoun, aussi des innovations technologiques  paysannes a diverse époques à savoir le moulin et le pressoir.

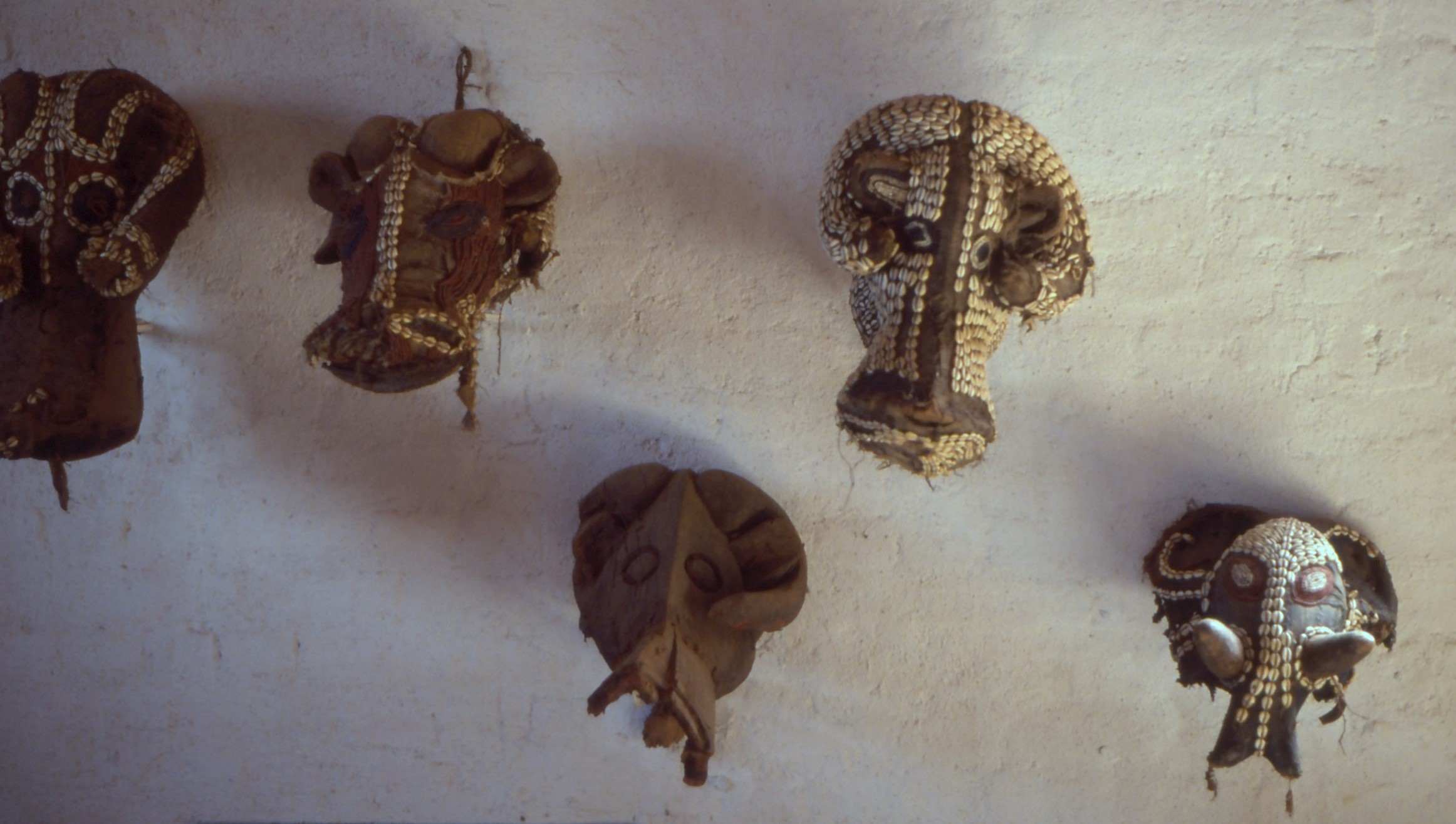
Pièces de collection dans le musée des rois Bamoun

Dans la première pièce, la tunique du roi Mbombo, un colosse de 2 mètres à qui l’on doit le symbole du serpent à deux têtes est exposé. Tout comme des armes, ustensiles et autres tenues centenaires, on y retrouve également une salle de projection. C’est une autre pièce qui a marqué José Yaneya animateur radio locale. Ce musée dispose un outil de communication qui permet a faciliter la communication.
À Foumban, depuis l’inauguration du musée, on espère le retour du trône des rois Bamoun illicitement exporté et exposé au musée de Berlin. Le sultan Nabil Mforifom Njoya actuel roi des Bamoun ambitionne de le rajouter à la collection des 12 500 objets et artefacts exposés dans le musée reflétant la richesse, la variété et le savoir-faire des artisans Bamoun. Le musée est un témoignage de la culture Bamoun et de sa richesse. Les objets de la vie quotidienne, témoignage de l’écriture bamoun, artefacts d’art, et objets toujours utilisés par les sultans, sont les artefacts que nous présente l’édifice. Ces objets qui rend la particularité de  ce musée, de sa conservation, de son originalité ce musée garde toujours l'histoire de l'Afrique noire 
L'on trouve des attributs du pouvoir royal, des masques, des armes, des pipes, des statuettes, des instruments de musique et des manuscrits du célèbre roi Ibrahim Njoya inventeur de l'écriture bamoune. Le musée expose également une machine a moudre le maïs qu'il avait inventé. Il permet aux visiteurs du monde entier de découvrir la richesse et la diversité de cette culture contribuant ainsi au dialogue interculturel et a la valorisation de la diversité culturel du Cameroun.

## Boutique artisanale
En visitant le musée des rois bamouns, dans la boutique artisanale, on y trouve des tikis tikis, des masques, des bijoux. On trouve également le travail des fondeurs comme la réalisation du moulage à base d'argile et de core d'abeille, puis comment il font chauffés dans un four traditionnel pour être durcis et en fin comment le métal est coulé dans le moulages.